# Cattivi pensieri (film)
Cattivi pensieri è un film del 1976 diretto da Ugo Tognazzi.

## Trama
L'avvocato milanese Mario Marani, costretto a rincasare poiché il suo volo è stato cancellato per la nebbia, trova sua moglie Francesca addormentata e si accorge che nel ripostiglio dei fucili da caccia si nasconde una persona.
Convinto che sia l'amante, chiude a chiave il ripostiglio senza far rumore e la mattina seguente parte con lei per un lungo viaggio per l'Italia, con lo scopo di scoprirne l'identità. Ogni amico incontrato e ogni ricordo rafforzano in lui pensieri di infedeltà.
Rientrati a Milano al termine della lunga gita, scoprono che la persona rinchiusa nel ripostiglio è il figlio del portiere, intrufolatosi in casa per derubarli dei fucili.
Marani riparte per quel viaggio di lavoro, rinviato all'inizio del film a causa del maltempo, con accanto la sua amante e continuando a ripensare alle presunte infedeltà della moglie.